# Casa dei Tre Oci
La Casa dei Tre Oci (en français, littéralement "Maison des Trois Yeux"), ou aussi Maison de Maria, est un palais de Venise, situé dans le sestiere de Dorsoduro, sur l'île de la Giudecca. Il se trouve sur le Canal de la Giudecca, à la hauteur de la fondamenta delle Zitelle.

## Histoire
La Casa dei Tre Oci est un bâtiment du début du XXe siècle, lié à de nombreux noms célèbres. Il a été construit entre 1912 et 1913 par le peintre Mario de Maria, qui en a fait sa nouvelle demeure à Venise. De cette façon, il voulait commémorer sa bien-aimée fille Silvia, disparue quelques années auparavant: les trois fenêtres de la façade représentent, en fait, les trois membres survivants de la famille de Maria (le peintre Mario lui-même, son épouse Emilia Voight et le fils Astolfo), tandis que la fenêtre à meneaux, qui les surplombe, symbolise la petite défunte.
Dans ce palais, après la mort de Maria, ont séjourné et vécu des personnalités liées au monde de l'art, comme l'architecte Renzo Piano. Dans les années 1970, Enrico Maria Salerno va tourner ici quelques scènes du film Anonimo veneziano.
La Maison est la propriété de Polymnia Venezia srl (ou Fondazione di Venezia) à partir de 2000, entreprise qui organise des événements culturels liés à l'art du XXe siècle; à l'intérieur sont encore conservés l'ameublement original, et de nombreux documents photographiques et d'art liés à l'histoire de Maria et de la maison.
En 2021, le milliardaire Nicolas Berggruen s'engage à racheter le palais pour y installer le centre européen de sa fondation,.

## Description
Exemple de l'architecture néo-gothique du début du XXe siècle, la Casa dei Tre Oci est le résultat de différentes tendances architecturales. Le bâtiment comporte trois étages, mais ici est souligné l'importance du piano nobile, avec trois énormes òci (vénitien pour les "yeux"), de grandes fenêtres cintrées avec vue sur le Canal de la Giudecca et le Bacino di San Marco. Au deuxième étage, il convient de noter la présence d'une fenêtre à meneaux encadrée par des décorations de style néo-gothique.

## Images

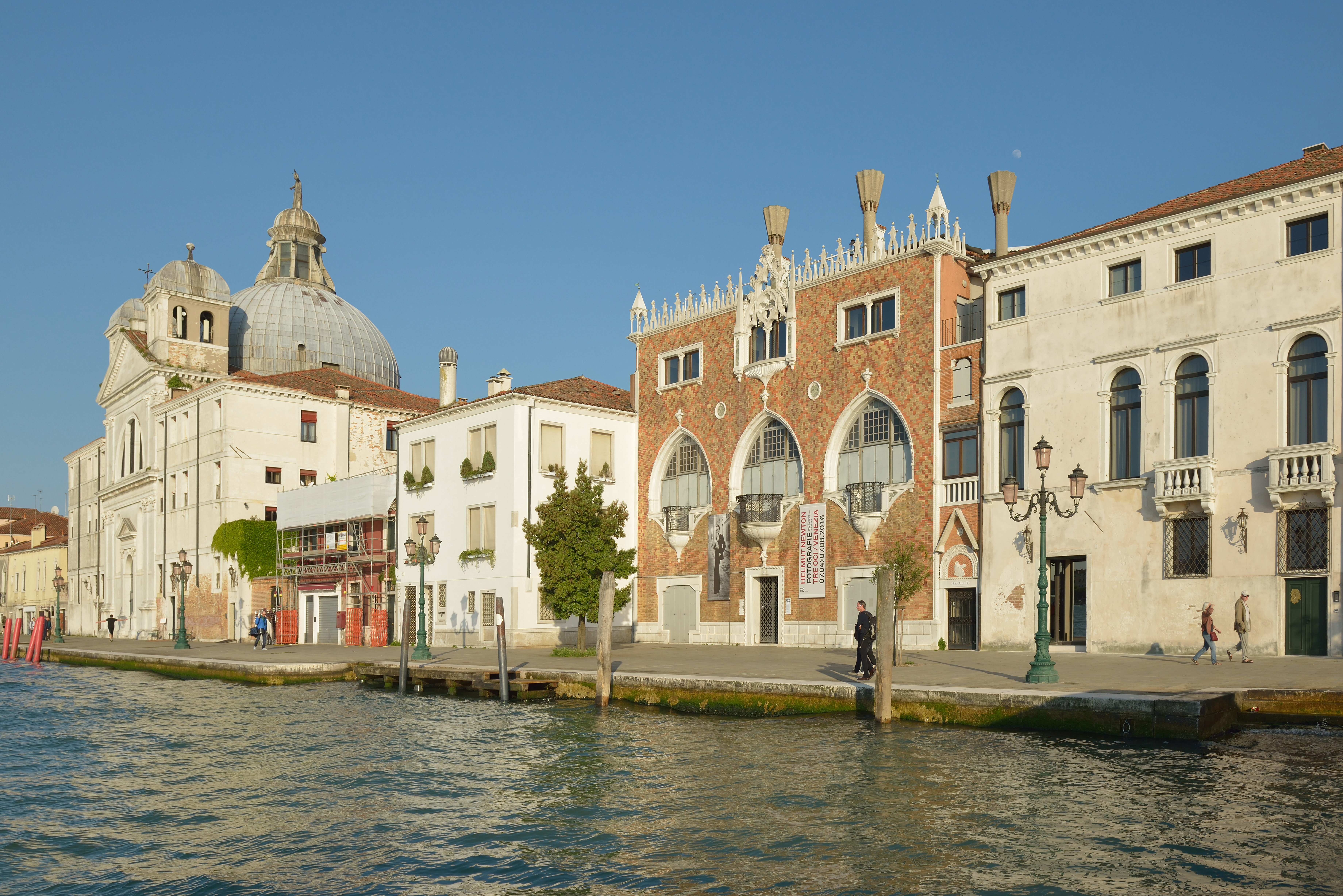
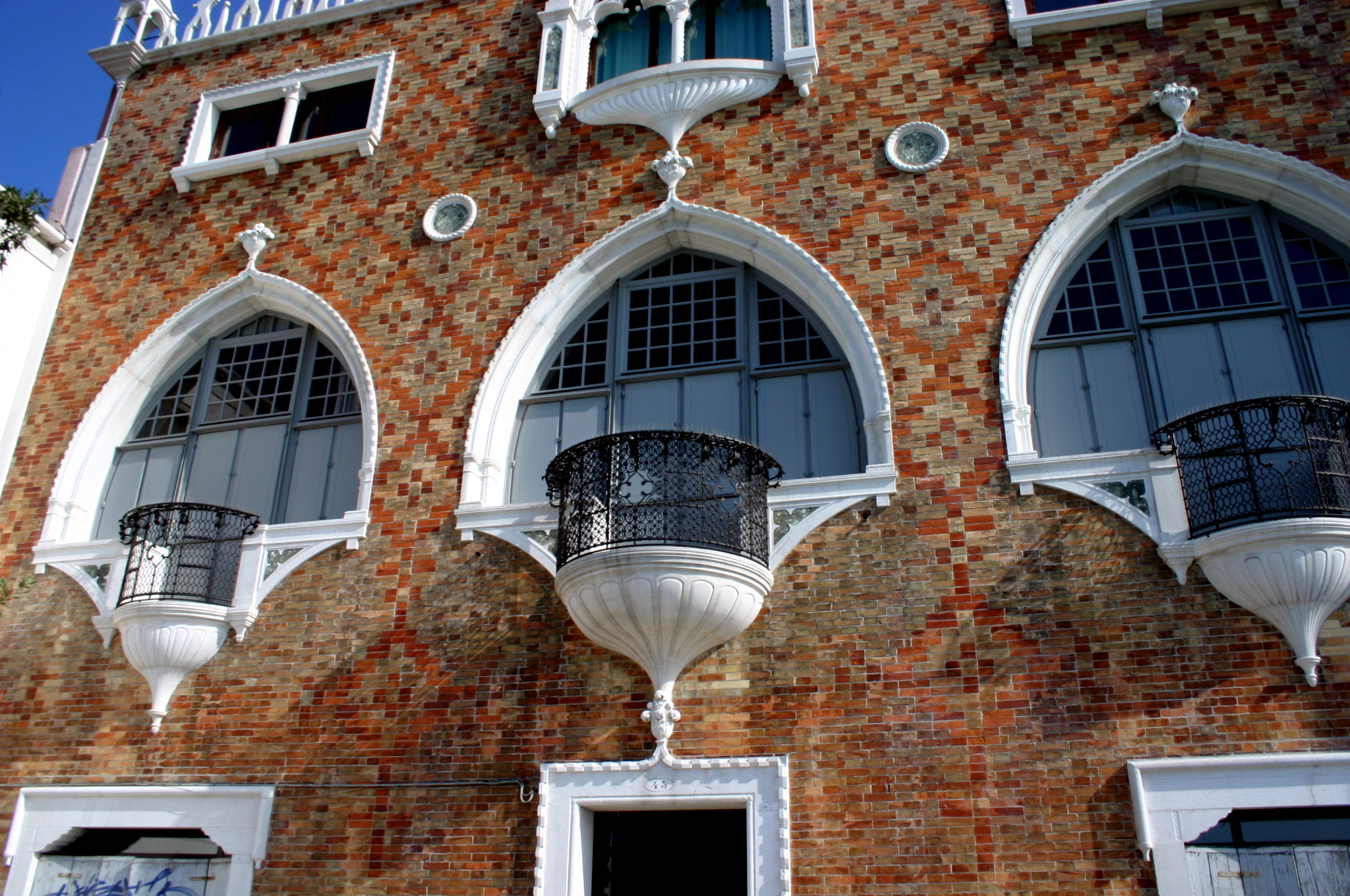
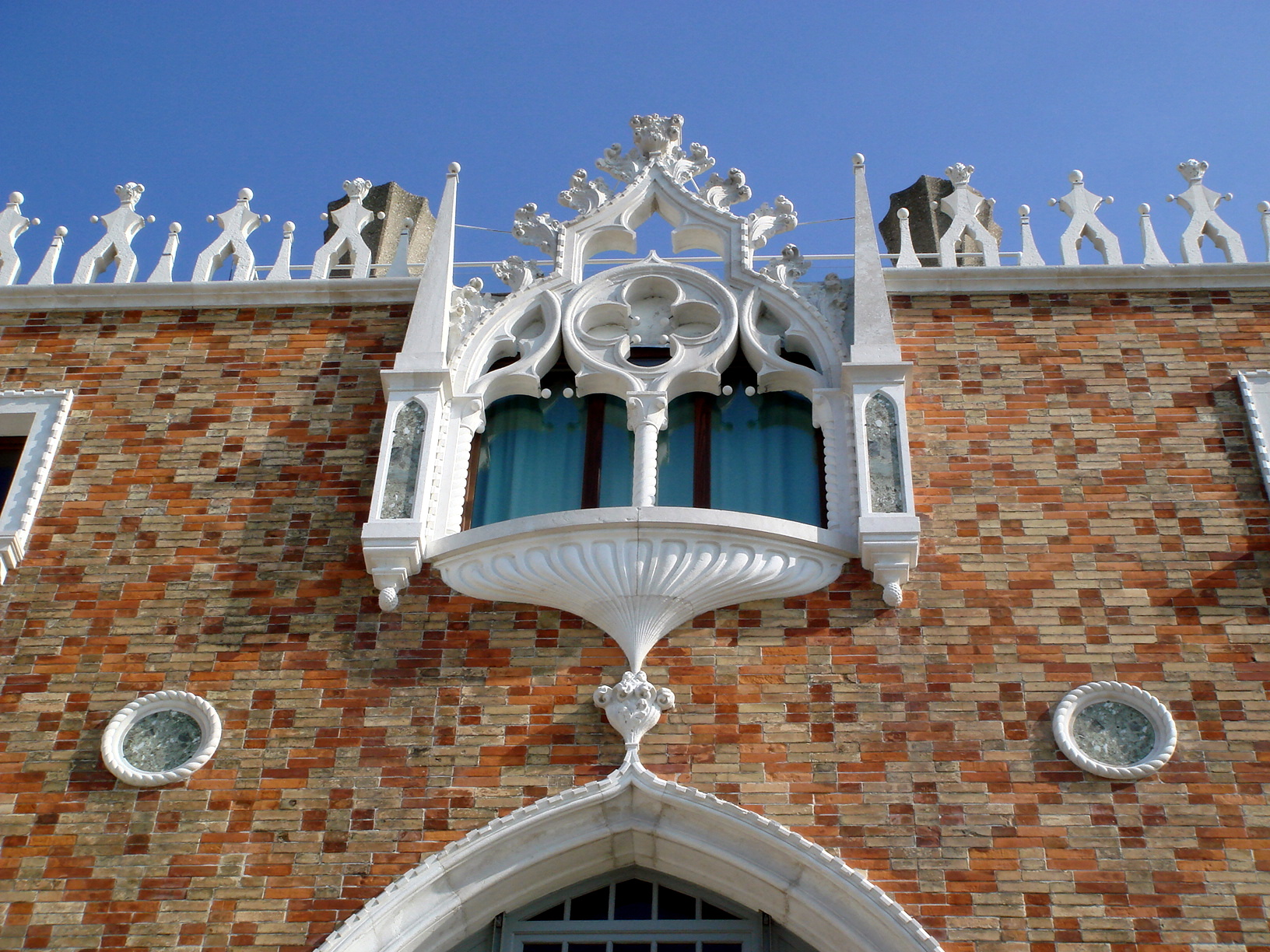
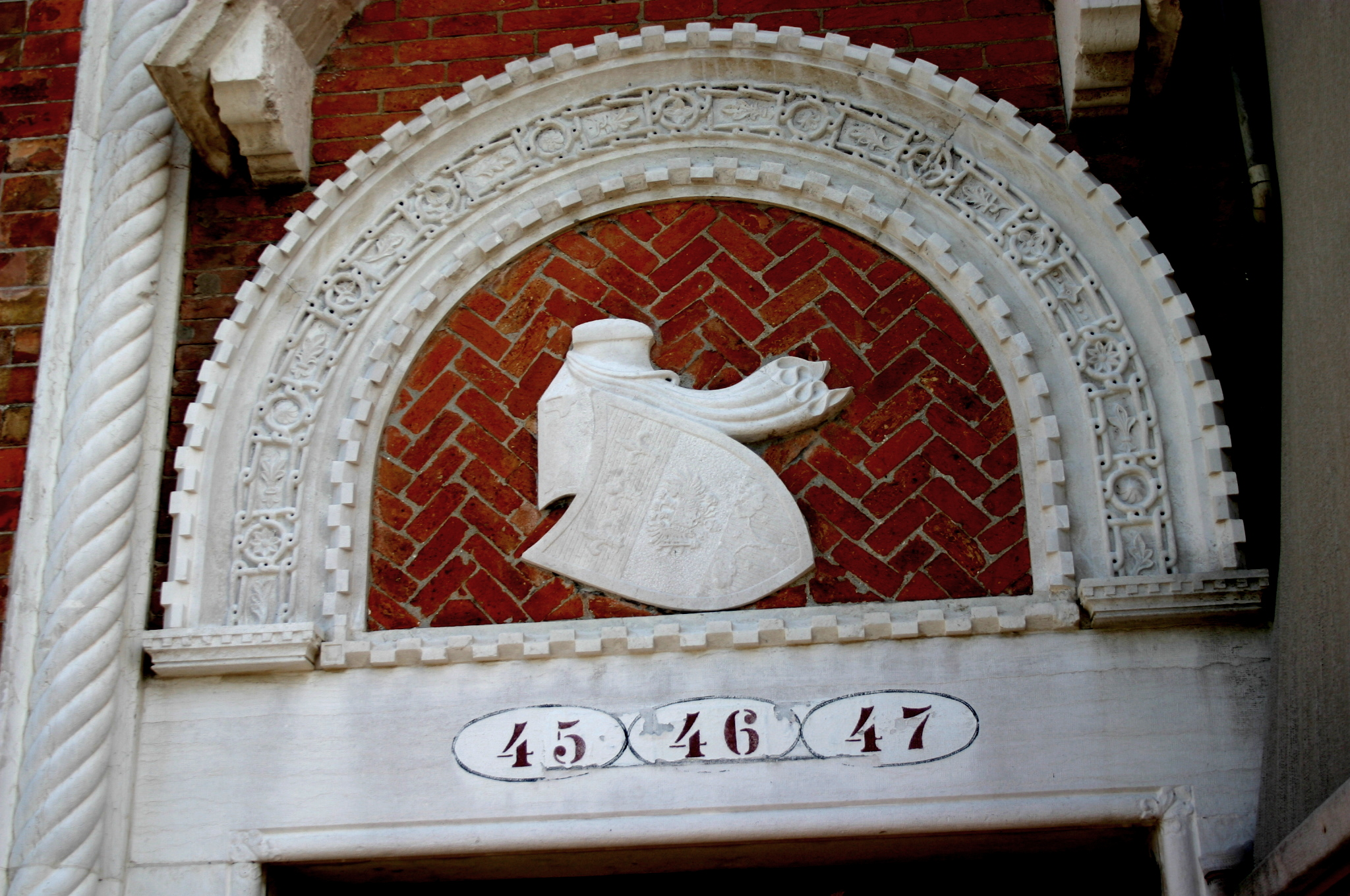
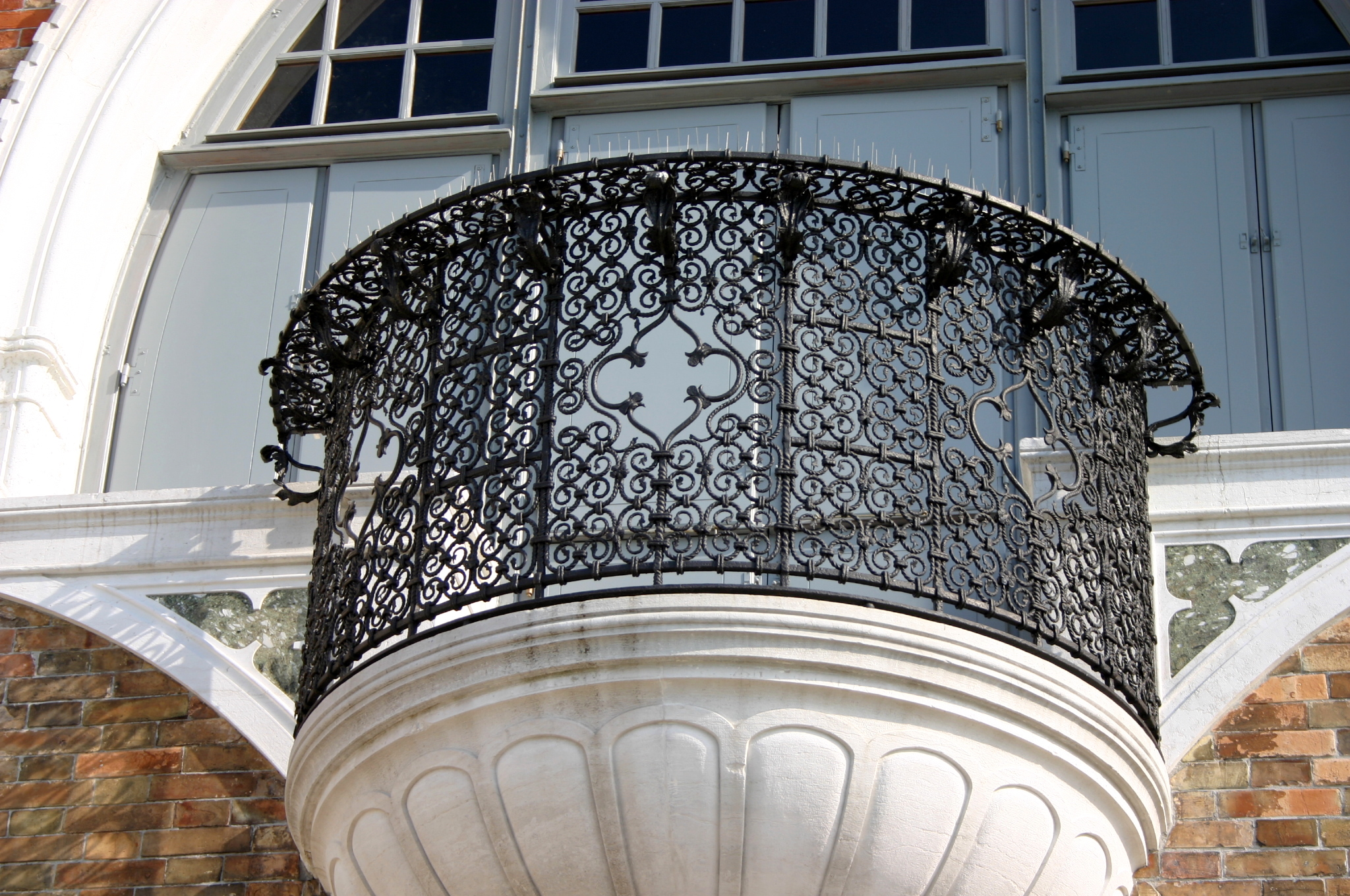